# Pataki Balázs
Pataki Balázs (1975. április 12.) magyar humorista, író.

## Életrajz
Édesapja informatikus mérnök, édesanyja KÖJÁL-ellenőr. A 2000-es évek elején Hajós András tévéműsoraiban mint ötletember közreműködött, majd Litkai Gergelynek köszönhetően bejutott a Rádiókabaréba, a Hócipőbe és a Dumaszínházba. Néhány évig a Jazzcafé című éjszakai műsort vezette Hegyi Györggyel és Jeli Andrással.
A Godot Dumaszínház állandó fellépője, feltűnt az RTL Klub Showder Klub c. műsorában is. 1997. október 1-je óta az MTA SZTAKI Elosztott Rendszerek Osztályának munkatársa.

## Könyvei
- A Föld 99 legkevésbé ismert csodája (Hadházi Lászlóval, Kovács András Péterrel és Litkai Gergellyel közösen, Glória Kiadó Kft. 2010)